# Феррарис, Галилео
Галилео Феррарис ( 30 октября 1847 года 7 февраля 1897 года) — итальянский электротехник.

## Биография
Учился в университете и Высшем техническом училище в Турине. Состоял несколько лет ассистентом по физике в Королевском промышленном музее в Турине; с 1872 года читал физику в университете, в 1877 году назначен профессором технической физики в Промышленном музее. 
В 1886—1887 годах организовал электротехническое инженерное училище в Турине, первое подобное учреждение в Италии. С 1881 года являлся представителем Италии на всех международных электротехнических конгрессах.
Исследования в области электромагнетизма, оптики, электромагнитных волн, теории тепла. Его исследования над вращающимися магнитными полями, созданными двумя или тремя переменными токами одинакового периода, но разной фазы, привели к совершенно новому отделу электротехники (многофазным токам). 
В 1885 году наблюдал явление вращающегося магнитного поля и изготовил лабораторные образцы двухфазных асинхронных двигателей с искусственной второй фазой (с вращающимся магнитным полем). В 1888 году он сделал сообщение об этих работах, где дал (независимо от Николы Теслы) строгое научное описание существа указанного явления.
Имя Галилео Феррариса носит основанный академиком Джанкарло Валлаури Национальный электротехнический институт в городе Турине.